# 帕杜维拉伊
帕杜维拉伊（Paduvilayi），是印度喀拉拉邦Kannur县的一个城镇。总人口19167（2001年）。

## 人口
该地2001年总人口19167人，其中男性9279人，女性9888人；0—6岁人口2199人，其中男1119人，女1080人；识字率81.89%，其中男性为85.24%，女性为78.74%。